# Condado de Bács-Kiskun
Bács-Kiskun es uno de los diecinueve condados (en húngaro: vármegye) que, junto con Budapest, conforman Hungría. Su capital es Kecskemét. Está ubicado en el centro-sur del país, limitando al norte con Pest, al noreste con Jász-Nagykun-Szolnok, al este con Csongrád, al sur con Serbia,al oeste con Baranya y Tolna y al noroeste con Fejér. Con 8445 km² es el condado más extenso.
El condado también forma parte de la eurorregión Danubio-Kris-Mures-Tisa.

## Geografía
Bács-Kiskun se sitúa en plena Gran Llanura Húngara, y la diferencia entre sus altitudes más alta y más baja es solamente de 80 m.

### Ríos
- Danubio
- Tisza

### Lagos
- Lago Szelid
- Lago Vadkert

## Historia
El condado de Bács-Kiskun se creó después de la II Guerra Mundial, a partir de los antiguos condados de Bács-Bodrog y Pest-Pilis-Solt-Kiskun (sólo la mitad sur).

## Demografía
La población del condado es casi homogénea, con una mayoría húngara. Algunas personas de ascendencia croata y alemana viven alrededor de Hajós y Baja. Aunque la población está disminuyendo, la tasa de natalidad en la capital del condado es positiva, a diferencia de otras regiones de Hungría.

## Estructura regional
Las dos tercios de la población vive en las veinte ciudades y pueblos, entre las cuales la mayor es Kecskemét, la capital, donde reside una sexta parte de la población total. La ciudad con mayor densidad de población es Kalocsa (353 hab./km²), mientras que la densidad de población más baja está en la aldea de Újsolt (6 hab./km²). Las ciudades y pueblos tienen una densidad de población media de 126 hab./km², mientras que las aldeas tienen un promedio de 36 hab./km².
Aunque Bács-Kiskun es el quinto mayor condado de Hungría por población, la densidad de población es menor que la mitad de la media del país. Los pueblos son típicamente grandes. El 13% de la población vive en granjas y en explotaciones rurales.

### Ciudades con derechos de condado
- Kecskemét (capital del condado)

### Ciudades y pueblos
(ordenadas por población, según el censo de 2001)
| Baja (38.143)             |  | Kunszentmiklós (9.078) |
| Kiskunfélegyháza (32.081) |  | Soltvadkert (7.782)    |
| Kiskunhalas (29.688)      |  | Bácsalmás (7.694)      |
| Kalocsa (18.449)          |  | Solt (7.063)           |
| Kiskőrös (15.263)         |  | Szabadszállás (6.680)  |
| Kiskunmajsa (21.091)      |  | Izsák (6.187)          |
| Tiszakécske (11.878)      |  | Kerekegyháza (6.051)   |
| Lajosmizse (11.159)       |  | Tompa (4.899)          |
| Jánoshalma (9.866)        |  | Dunavecse (4.249)      |
| Kecel (9.259)             |  |                        |

### Aldeas
| Ágasegyháza     |  | Csólyospálos     |  | Géderlak        |  | Kunpeszér     |  | Soltszentimre    |
| Akasztó         |  | Dávod            |  | Hajós           |  | Kunszállás    |  | Sükösd           |
| Apostag         |  | Drágszél         |  | Harkakötöny     |  | Ladánybene    |  | Szakmár          |
| Bácsbokod       |  | Dunaegyháza      |  | Harta           |  | Lakitelek     |  | Szalkszentmárton |
| Bácsborsód      |  | Dunafalva        |  | Helvécia        |  | Madaras       |  | Szank            |
| Bácsszentgyörgy |  | Dunapataj        |  | Hercegszántó    |  | Mátételke     |  | Szentkirály      |
| Bácsszőlős      |  | Dunaszentbenedek |  | Homokmégy       |  | Mélykút       |  | Szeremle         |
| Ballószög       |  | Dunatetétlen     |  | Imrehegy        |  | Miske         |  | Tabdi            |
| Balotaszállás   |  | Dusnok           |  | Jakabszállás    |  | Móricgát      |  | Tass             |
| Bátmonostor     |  | Érsekcsanád      |  | Jászszentlászló |  | Nagybaracska  |  | Tataháza         |
| Bátya           |  | Érsekhalma       |  | Kaskantyú       |  | Nemesnádudvar |  | Tázlár           |
| Bócsa           |  | Fajsz            |  | Katymár         |  | Nyárlőrinc    |  | Tiszaalpár       |
| Borota          |  | Felsőlajos       |  | Kelebia         |  | Ordas         |  | Tiszaug          |
| Bugac           |  | Felsőszentiván   |  | Kéleshalom      |  | Orgovány      |  | Uszód            |
| Bugaspusztaháza |  | Foktő            |  | Kisszállás      |  | Öregcsertő    |  | Újsolt           |
| Császártöltés   |  | Fülöpháza        |  | Kömpöc          |  | Páhi          |  | Újtelek          |
| Csátalja        |  | Fülöpjakab       |  | Kunadacs        |  | Pálmonostora  |  | Városföld        |
| Csávoly         |  | Fülöpszállás     |  | Kunbaja         |  | Petőfiszállás |  | Vaskút           |
| Csengőd         |  | Gara             |  | Kunbaracs       |  | Pirtó         |  | Zsana            |
| Csikéria        |  | Gátér            |  | Kunfehértó      |  | Rém           |  |                  |